# Paalzowella
Paalzowella es un género de foraminífero bentónico de la subfamilia Ashbrookinae, de la familia Placentulinidae, de la superfamilia Discorboidea, del suborden Rotaliina y del orden Rotaliida. Su especie tipo es Discorbina scalariformis. Su rango cronoestratigráfico abarca desde el Bajociense (Jurásico medio) hasta el Oxfordiense (Jurásico superior).

## Clasificación
Paalzowella incluye a las siguientes especies:
- Paalzowella conica †
- Paalzowella feifeli †
- Paalzowella goyi †
- Paalzowella pazdroae †
- Paalzowella sarykiensis †
- Paalzowella scalariformis †